# Enotrios
Los enotrios (en griego antiguo: ̊Οἴνωτρες, que significa “tribu liderada por Enotro” o “gente de la tierra de las vides - Οἰνωτρία”) eran un antiguo pueblo itálico que habitaba un territorio en Italia meridional desde Paestum hasta el sur de Calabria.

## Nombre
El término enotrio deriva probablemente del vocablo griego οἶνος (oinós), vino en griego, que, más que del pueblo, era indicativo del territorio rico de viñedos. De este término derivó el de Enotria («tierra del vino») con el cual los griegos indicaban la Italia meridional. Existe también una ulterior hipótesis que refiere al método de cultivo de la vid, al contrario de otras regiones.
Hesiquio  menciona la palabra οἴνωτρον (oinōtron), una especie de estaca de vid.
Según Pausanias, Dionisio de Halicarnaso y Eusebio de Cesarea, Enotria debe su nombre a Enotro, el menor de los cincuenta hijos de Licaón, que emigró allí desde Arcadia en el Peloponeso, Grecia. Según Antonino Liberal y Helánico, su llegada desencadenó la migración de los élimos a Sicilia. Según las pruebas arqueológicas eran autóctonos calabreses 

## Geografía
Fueron los primeros habitantes de Brucio y Lucania, según el nombre dado por los autores clásicos griegos, que los consideraban de origen pelasgo. Los comes y los morgetes fueron tribus de este pueblo. Eran el pueblo que habitaba la región cuando llegaron los primeros colonos griegos y fundaron Crotona (710 a. C.) y después Locros y Regio. Antes de la llegada de los colonos griegos al golfo de Tarento, los lucanos no existían y eran los conos y los enotrios los que ocupaban el territorio. Añade el historiador griego que, en un tiempo remoto los nombres de enotrios e itálicos designaban solo a los habitantes situados en el istmo de Catanzaro. Según Estrabón, tanto el nombre de Italia como el de Enotria se extendió hasta el territorio de Metaponto y Siris.

## Historia
Los enotrios aparecieron en Italia al inicio de la Edad de Hierro (siglo XI a. C., junto con otras poblaciones llamadas protolatinas (sículos, faliscos, latinos). La colonización de los griegos confinó a los enotrios al interior. Desde estas posiciones iniciaron una guerra infinita con las colonias de la Magna Grecia que procedieron muchas veces a saquear. Para los historiadores romanos, eran de linaje griego antiguo procedentes del Peloponeso (siglo XV-XII a. C.), y para el historiador sículo Antíoco de Siracusa, eran el primer pueblo antiguo de Italia del que se tenía constancia.
A partir del siglo V a. C., desaparecieron bajo la presión de un pueblo osco, los lucanos. Virgilio los menciona como los pobladores de Hesperia cuyos descendientes llaman ahora Italia a su tierra. Generalmente se les representa como pertenecientes a los pelasgos. Plinio el Viejo menciona que «...frente al golfo de Pesto está Leucosia, así llamada por la sirena sepultada en ella; frente a Velia, Ponza e Isacia, que comparten ambas el nombre de Enótrides, prueba de que los enotrios poseyeron Italia». Plinio el Viejo veía en ellas la prueba de que Italia había sido poseída por los enotrios. Por último, el territorio que los griegos llamaban Mesapia, de Mesapio, el jefe de los mesapios, se dice que originalmente se llamaba Peucetia, de Peucetio, el hermano de Enotro.
Fueron dominados a finales del siglo V a. C.  y principios del siglo IV a. C. por el pueblo sabélico de los lucanos, y los enotrios fueron condenados a la esclavitud; pero a mitad del siglo IV a. C., los enotrios junto con jóvenes lucanos, se rebelaron, y de la mezcla entre lucanos y enotrios surgió el pueblo de los brucios.

## Idioma y orígenes
Según un punto de vista tradicionalista, los enotrios representan la rama meridional de una rama etnolingüística muy antigua y diferente de la proto-latina, que habría ocupado la zona del Mar Tirreno desde Liguria hasta Sicilia.
Se pensaba que los enotrios hablaban una lengua  preindoeuropea. En 1991, se descubrieron inscripciones del siglo VI o V a. C. en el antiguo asentamiento enotrio de Tortora (Italia), Calabria, que revelaron que los enotrios hablaban una lengua itálica.

## Asentamientos
Dionisio de Halicarnaso escribe que los enotrios se asentaron en varios pequeños núcleos contiguos, prefiriendo para ello las zonas elevadas a las llanas.
Un asentamiento enotrio salió a la luz durante la campaña de excavaciones de 1991-1995, llevada a cabo por la Superintendencia Arqueológica de Calabria, en el municipio de Tortora, en la localidad de San Brancato, en la desembocadura del río Noce; en concreto, se halló una necrópolis con 38 deposiciones datadas entre mediados del siglo VI y mediados del V a. C, con abundante ajuar funerario de vasos y joyas (expuesto en parte en el museo arqueológico del palacio Casapesenna de Tortora) y una estela lítica con una inscripción bustrofedónica en escritura similar a los caracteres oscos y aqueos. Durante la campaña de excavaciones de 2001-2005 salieron a la luz vestigios del asentamiento enotrio en la colina Palècastro de Tortora.